# Episodi di iCarly (serie televisiva 2021) (terza stagione)
La terza stagione della serie televisiva iCarly, composta da dieci episodi, è stata pubblicata negli Stati Uniti sulla piattaforma Paramount+ dal 1º giugno al 27 luglio 2023.
In Italia la stagione è stata pubblicata sempre su Paramount+ dal 25 agosto al 20 ottobre 2023.
| nº | Titolo originale           | Titolo italiano            | Prima TV USA   | Prima TV Italia   |
| -- | -------------------------- | -------------------------- | -------------- | ----------------- |
| 1  | iBuckled                   | Ginocchia tremolanti       | 1º giugno 2023 | 25 agosto 2023    |
| 2  | iLove Your Shoes           | Mi piacciono le tue scarpe | 1º giugno 2023 | 25 agosto 2023    |
| 3  | iMake New Memories         | Nuovi ricordi              | 8 giugno 2023  | 1º settembre 2023 |
| 4  | iGo Public                 | Annuncio pubblico          | 15 giugno 2023 | 8 settembre 2023  |
| 5  | iFaked It                  | Il deepfake                | 22 giugno 2023 | 15 settembre 2023 |
| 6  | iReunited and It Felt Okay | La rimpatriata             | 29 giugno 2023 | 22 settembre 2023 |
| 7  | iGo to Toledo              | Tutte in Ohio!             | 6 luglio 2023  | 29 settembre 2023 |
| 8  | iCause a Cat-astrophe      | Ho fatto una Gatt-astrofe  | 13 luglio 2023 | 6 ottobre 2023    |
| 9  | iCreate a New Ecosystem    | Un nuovo ecosistema        | 20 luglio 2023 | 13 ottobre 2023   |
| 10 | iHave A Proposal           | La proposta                | 27 luglio 2023 | 20 ottobre 2023   |

## Ginocchia tremolanti
- Titolo originale: iBuckled
- Diretto da: Phill Lewis
- Scritto da: Ali Schouten-Seeks

### Trama
Carly inizia a mettere in discussione i suoi sentimenti per Freddie e assume Paul per aiutarla a creare un reality show che possa distrarla dai suoi sentimenti. Tuttavia, Paul continua a ricordargli i suoi sentimenti per Freddie. Nel frattempo, Marissa e Lewbert si fidanzano e Millicent cerca di convincere Marissa a nominarla damigella d'onore.

## Mi piacciono le tue scarpe
- Titolo originale: iLove Your Shoes
- Diretto da: Phill Lewis
- Scritto da: Erica Montolfo-Bura

### Trama
Carly incontra Troy, un mobiliere, tramite un'app di appuntamenti e inizia a uscire con lui, pur continuando a combattere i suoi sentimenti per Freddie. Freddie, nel frattempo, cerca di rimanere impegnato con Pearl, ma alla fine Pearl si arrende all'idea che Freddie e Carly provano davvero dei sentimenti l'uno per l'altra, e lascia Freddie per stare con Troy. Nel frattempo, Spencer, dopo aver ricevuto una recensione negativa alla sua opera d'arte, cerca di perdere la sua ricchezza e diventare una persona normale, mentre Harper ha a che fare con Tinsley, un bullo del liceo.

## Nuovi ricordi
- Titolo originale: iMake New Memories
- Diretto da: Anthony Rich
- Scritto da: Kate Stayman-London

### Trama
Quando Spencer distrugge il disco rigido di Carly con tutte le sue foto, lei e Freddie si uniscono per ricreare quei ricordi. Nel processo, viene rievocato il ricordo di quando lui è venuto a trovarla in Italia e Freddie rivela che allora pensava di chiedere a Carly di essere la sua ragazza, ma lei, pensando a una tale situazione, si mise a ridere, offendendolo. Più tardi Carly dice a Freddie che è innamorata di lui ed anche il ragazzo confessa i suoi sentimenti. I due così si baciano, iniziando la loro nuova relazione. Nel frattempo, Harper cerca di aiutare Marissa a disegnare un abito da sposa.

## Annuncio pubblico
- Titolo originale: iGo Public
- Diretto da: Morenike Joela Evans
- Scritto da: Dave Malkoff

### Trama
Freddie vuole annunciare al pubblico che lui e Carly sono una coppia, ma Carly organizza un picnic sul tetto per impedirlo, poiché non è pronta. Cambia idea quando rimangono bloccati sul tetto. Carly e Freddie si rassicurano a vicenda sulla loro relazione e la annunciano al mondo. Nel frattempo, Harper e Millicent diventano ossessionati da un nuovo gioco arcade.

## Il deepfake
- Titolo originale: iFaked It
- Diretto da: Nathan Kress
- Scritto da: Julia Ahumada Grob

### Trama
Nevel Papperman e sua moglie Prunella iniziano a lanciare deepfake di Carly su Internet approvando un nuovo piatto di pasta rancida, che Spencer viene indotto a vendere allo Shay What?!. Carly, Spencer e Freddie li affrontano in un magazzino abbandonato e alla fine si vendicano lanciando un deepfake di Nevel e Prunella, che inizialmente fa sì che Prunella scarichi Nevel, ma dopo che ricevono un cartonato di Carly come regalo di nozze, tutto gli viene perdonato. Nel frattempo Harper si scontra con Dimitri, un amico della sua ragazza Tinsley.

## La rimpatriata
- Titolo originale: iReunited and It Felt Okay
- Diretto da: Phill Lewis
- Scritto da: Eliot Glazer

### Trama
Carly e Freddie partecipano alla loro riunione di classe dopo 10 anni, dove Carly vuole farsi scattare una foto con la classe, dato che è stata in Italia per la maggior parte dell'ultimo anno scolastico. Tuttavia, le viene detto che in realtà non si è diplomata perché le manca un credito di educazione fisica. Nel frattempo, si scopre che Spencer ha undici figli biologici dalla donazione di sperma.

## Tutte in Ohio!
- Titolo originale: iGo to Toledo
- Diretto da: Nathan Kress
- Scritto da: Nasser Samara

### Trama
È il giorno della festa in similpelle di Marissa e lei sta andando a Toledo, Ohio con Carly, Millicent, Harper e la sua amica Danica. Mentre è lì, Carly cerca di impressionare Marissa per dimostrare che è una buona ragazza per Freddie e ottenere la sua approvazione. Tuttavia, Marissa continua a smentire Carly e decide di intrappolarsi nel muro della casa che stanno ristrutturando. Carly, nonostante la sua claustrofobia, salva Marissa e le dice che spera di diventare anche lei una Benson un giorno, il che significa che Carly vuole sposare Freddie. Marissa dice a Carly che non la odia ma non ama il cambiamento. Nel frattempo, Freddie e Spencer organizzano un addio al celibato a Lewbert con Paul, il manager di Carly.

## Ho fatto una Gatt-astrofe
- Titolo originale: iCause a Cat-astrophe
- Diretto da: Jerry Trainor
- Scritto da: Harry Hannigan

### Trama
Volendo fare amicizia con la ragazza di Harper, Carly accetta un paio di orecchini da Tinsley. Dopo aver scoperto il vero valore dei gioielli, Carly decide di donare gli orecchini a un'asta di beneficenza a sostegno dei gatti. Tuttavia, quando Harper viene a sapere della donazione e del fatto che Tinsley parteciperà all'evento, incoraggia Carly a rubare gli orecchini. Allo stesso tempo, Spencer crea un castello per gatti per l'asta di beneficenza e cerca di aiutare Freddie a superare la sua paura di tutto ciò che è felino, e Millicent si innamora di un famoso gatto all'evento.

## Un nuovo ecosistema
- Titolo originale: iCreate a New Ecosystem
- Diretto da: Phill Lewis
- Scritto da: Aydrea Walden

### Trama
Gwen viene a fare una visita e Carly e Freddie vogliono dimostrarle che Millicent è al sicuro e che possono essere dei buoni genitori per lei. Carly e Freddie sono preoccupati per come reagirà Gwen al loro appuntamento, quindi cercano di trovare un modo per dirglielo, il che porta Spencer a credere che Carly e Freddie stiano per avere un bambino.

## La proposta
- Titolo originale: iHave A Proposal
- Diretto da: Phill Lewis
- Scritto da: Melanie Kirschbaum, Alexandra Decas

### Trama
In prossimità del giorno del matrimonio di Marissa e Lewbert, Freddie si chiede se Carly vuole che lui le faccia la proposta. Spencer cerca di parlarne con Carly, solo per alterare le sue parole, facendo impazzire Carly per il fatto che Freddie possa proporre e Freddie temere che lei non voglia mai sposarlo. Dopo che Spencer ha chiarito l'equivoco, Carly rivela che ha paura di impegnarsi in matrimonio perché la madre li ha abbandonati da piccoli. Ammette anche le sue paure a Freddie, anche se dice che uscire con lui le ha fatto riconsiderare l'idea del matrimonio. Il giorno del matrimonio, Marissa e Lewbert decidono all'ultimo minuto di andare a Las Vegas e fuggire come avevano originariamente programmato. Carly e Freddie pensano di sposarsi al loro posto, ma prima che si possa discutere di qualsiasi cosa, Spencer e Carly sono scioccati nel vedere la loro madre assente da tempo arrivare sul posto.